# Pandora (hold)
A Pandora a Szaturnusz bolygó negyedik legközelebbi holdja. A Voyager–1 űrszonda felvételei alapján S. A. Collins és D. Carlson fedezte fel 1980-ban. A bolygót körpályán, 141 700 km távolságban, kb. 15 óra alatt kerüli meg. Pályasíkjának hajlásszöge 0,1°. Alakja szabálytalan, mérete 110 x 88 x 62 km. Tömege, sűrűsége és látszólagos fényessége nem ismert.